# Ikki boot
Ikki Boot est un regroupement de plusieurs live CD et d’outils conçus dans l’objectif de dépanner, sauvegarder, restaurer un ordinateur ou un serveur sous Linux ou Windows. Cette compilation inclus actuellement 4 live CD : GParted, Clonezilla, Porteus et Tiny Core Linux complété par les outils Grub2 File Manager, Memtest86+, Nwipe, Super Grub2 Disk et Hardware Detection Tool.
Ce live USB/DVD est basé sur Syslinux et Grub (version Grub de Debian) : Syslinux est utilisé pour le démarrage en BIOS et Grub pour la partie UEFI. Un démarrage avec le secure boot activé est possible pour les Live CD Clonezilla et GParted étant donné qu’ils sont basés sur Debian. Les menus originaux des différents Live CD sont disponibles et le choix d’avoir un clavier en disposition Azerty a été ajouté dans les menus Syslinux et Grub. 

## Histoire
De nombreux live CD ont fait partie d’Ikki Boot au fil des années. A l’origine il était constitué de Parted Magic, Toutou Linux et RIPLinux. Depuis la version 9.1 un script Bash Ikki_USB_Creator a été mis à disposition pour créer une clé USB depuis GNU/Linux sur lequel des données peuvent être stockées. Il réalise les actions suivantes, détections de la clé USB, copie de l’ISO via l’outil dd, ajout d’une partition avec fdisk et formatage de la partition en ExFAT avec mkfs.exfat. 
Un second script Linux est disponible depuis la version 23.10 New_Ikki_USB_Creator il crée une partition FAT32 de 3 Go et une seconde partition ExFAT avec l'espace restant. La partition contenant Ikki Boot étant en FAT32 il est possible de la personnaliser. La documentation propose un exemple pour ajouter un module Porteus au prochain démarrage.
La version 10.2 apporte quant à elle une solution pour créer une partition ExFAT sur la clé USB depuis Windows. Une documentation détaillée est inclus sur le site internet pour Windows et Linux. On peut noter la possibilité avec l’outil Grub2 File Manager de démarrer d’autres fichiers ISO ou WIM en les stockant sur la partition ExFAT.

## Version de Porteus dans Ikki Boot
La version 11.0 apporte le live CD Porteus, pour lequel des modules ont été ajoutés . Un module Porteus est un fichier SquashFS qui contient une ou plusieurs applications avec toutes leurs librairies. La dernière version d’Ikki Boot donne accès à 150 modules.
Cette version personnalisée de Porteus apporte notamment (liste non exhaustive) :
- Bureautique : AbiWord, Gnumeric, PDF Arranger, Spice-up, Ksnip.
- Internet : Firefox, Claws mail, PuTTy, uGet.
- Multimédia : Audacity, Avidemux, Hypnotix, SimpleScreenRecorder.
- Sauvegarde/Restauration : Deja-Dup, Rescuezilla, Testdisk, Grsync.
- Sécurité : KeePassXC, VeraCrypt, Firejail.
- Réseau : Nmap, Tcpdump.
- Système : Hardinfo, Lshw, Chroot rescue scan, Mate disk analyzer.

Sur le site Sourceforge une cinquantaine de module supplémentaires peuvent être téléchargés dont LibreOffice avec plusieurs packs de langue dont le Français, ainsi que Thunderbird, Git, VSCodium et quelques autres. En copiant ces modules sur la partition ExFAT de la clé Ikki Boot on peut les activer via un double clique, on peut alternativement les activer automatiquement au prochain démarrage, en les copiant dans le répertoire porteus/optional.
Dans Porteus des scripts ont été créés par l’auteur d’Ikki Boot afin avoir la dernière version d'un logiciel et de créer le module correspondant dans /home/guest/downloads. Un menu pour les exécuter est disponible dans Xfce, Settings puis Create module.